# يان بانك
يان بانك هو مؤرخ وأستاذ جامعي وصحفي وسياسي هولندي، ولد في 10 مايو 1940 في أمستردام في مملكة هولندا. نشط حزبياً في حزب العمل.